# یواس‌اس کیمن (اس‌اس-۳۲۳)
یواس‌اس کیمن (اس‌اس-۳۲۳) (به انگلیسی: USS Caiman (SS-323)) یک زیردریایی است که طول آن ۳۱۱ فوت ۹ اینچ (۹۵٫۰۲ متر) می‌باشد. این زیردریایی در سال ۱۹۴۴ ساخته شد.